# Marc Maillard
Marc Maillard is artistiek en zakelijk leider van Theater Froe Froe in Antwerpen. Hij is regisseur, schrijver en ontwerper.
Maillard studeerde vrije grafiek en fotografie. Hij kwam in 1993 in het toenmalige Koninklijke Jeugd Theater (KJT) terecht als regisseur en maker van producties als Josette, Baron van Münchhausen, Amelie en de koning op het dak, Kwoak Kwoak, Bangedierenbos. In diezelfde periode werkte hij als scenograaf mee aan Een dame in de kast en Het kamermeisje, twee voorstellingen van Blauw Vier, het latere Laika. Voor FroeFroe was Marc Maillard als regisseur verantwoordelijk voor volgende producties: Koning Ubu, Marcelleke Flanelleke, Zippo, Freaks, Tchiek, Love in Babylon, Kloon, De kop en den duvel, Orfee, Beau Geste, Pinokia, ROM, Avaar, Puck en Kwak. Als scenograaf en poppenmaker werkt hij mee aan 't Beest, Roodkapje (in coproductie met HETPALEIS), Dido en Midzomernachtsdroom. Maillard maakt ook vaak poppen en voorwerpen voor zowel televisieproducties als theatervoorstellingen.
- Bibliothèque nationale de France: cb171597609 (data)
- Nederlandse Thesaurus van Auteursnamen: 07111923X
- Virtual International Authority File: 23151049877933411093
- WorldCat: E39PBJt43Q3KktRmQJgtpGB773